# Masteria downeyi
Espèce
Synonymes
- Accola downeyi Chickering, 1967

Masteria downeyi est une espèce d'araignées mygalomorphes de la famille des Dipluridae.

## Distribution
Cette espèce se rencontre au Panama et au Costa Rica.

## Description
Le mâle holotype mesure 3,9 mm et la femelle paratype 5,33 mm.

## Systématique et taxinomie
Cette espèce a été décrite sous le protonyme Accola downeyi par Chickering en 1967. Elle est placée dans le genre Masteria par Raven en 1979.

## Étymologie
Cette espèce est nommée en l'honneur de John C. Downey.

## Publication originale
- Chickering, 1967 : « Three new species of Accola (Araneae, Dipluridae) from Costa Rica and Trinidad, W. I. » Psyche, vol. 73, no 3, p. 157-164 (texte intégral).